# Société des antiquaires de France
La Société des antiquaires de France (traduzione: Società nazionale degli antiquari di Francia), anche conosciuta con il suo acronimo SNAF, è un società storico-scientifica ed archeologica fondata nel 1804 sotto il nome di Académie celtique (traduzione: Accademia celttica). Tale associazione ha sede presso il padiglione Mollien del Musée du Louvre.
Il primo articolo del suo statuto ne iscrive il campo di interessi e ricerca "sulle lingue, geografia, cronologia, storia, letteratura, arti e antiquariato del Celtico, del Greco, del Romano e del Medioevo, ma soprattutto della Gallia e della nazione francese, fino al XVI secolo compreso". Tale società è composta da circa 400 membri onorari, residenti e corrispondenti.